# Eupithecia pluripunctaria
Eupithecia pluripunctaria là một loài bướm đêm trong họ Geometridae.